# 七色異胎䲁
七色異胎䲁（學名：Heteroclinus heptaeolus），為輻鰭魚綱䲁形目胎䲁科異胎䲁屬的一個種，分布於印度西太平洋澳洲南部海域，本魚體延長且側扁，眼眶上方觸鬚短圓，鼻孔有分支觸鬚，體紅褐色至褐綠色, 沿著身體和尾部有7至8條馬鞍狀條紋，上胸鰭基底上有一條淺色的新月形條紋，眼睛有銀色或白色條紋，背鰭硬棘29-31枚、背鰭軟條3枚、臀鰭硬棘2枚、臀鰭軟條18-21枚，體長可達10公分，棲息在褐藻生長的海床，雌魚產附著性卵，雄魚會守護卵，幼魚為浮游性，生活習性不明。